# Tōkyō Musashino United FC
Der Yokogawa Musashino Football Club (jap. 横河武蔵野FC, Yokogawa Musashino Efu Shī) ist ein japanischer Fußballverein aus Musashino in der Präfektur Tokio. Er ist eines der Gründungsmitglieder der Japan Football League, die bislang nie aus der Liga abgestiegen sind.

## Geschichte
Der Verein wurde 1939 unter dem Namen Yokogawa Denki SC (横河電機サッカー部 Yokogawa Denki sakkā-bu) als Firmenteam der Elektrizitätsgesellschaft Yokogawa Denki gegründet. Nach fast vierzig Jahren, die ausschließlich in den Ligen der Präfektur Tokio bestritten wurden, stieg der Club 1978 erstmals in die Kantō-Regionalliga auf. Bis Anfang der 1990er Jahre folgten zwei Ab- und Wiederaufstiege. Ab 1993 nahm die Spielstärke der Mannschaft kontinuierlich zu, was sich in Regionalliga-Titeln in den Jahren 1994, 1997 und 1998 widerspiegelte. Der größte Erfolg des Vereins bisher ist der Gewinn der nationalen Regionalligen-Finalrunde 1998, mit dem der Aufstieg in die 1999 neu gegründete Japan Football League erreicht wurde. Seitdem ist der Verein zumeist im gesicherten Mittelfeld der Liga zu finden und noch nie aus der JFL abgestiegen.
Obwohl weiterhin starke Bindungen zum Mutterkonzern Yokogawa Denki existieren, spaltete sich der Verein im Jahr 2003 unter dem Namen Yokogawa Musashino FC (横河武蔵野FC Yokogawa Musashino Efu Shī) ab. Nach der Erteilung des Status eines J. League-Hundertjahrplan-Vereins erfolgte im Januar 2016 eine Umbenennung in Tokyo Musashino City FC. In der Folge verbesserte sich die sportliche Bilanz stetig, am Ende der Saison 2019 stand schließlich ein eigentlich für den Aufstieg in die J3 League berechtigender 4. Platz zu Buche.
Neben sportlichen Kriterien spielen für einen Aufstieg aus der JFL jedoch auch noch weitere Kennzahlen eine Rolle, darunter der Zuschauerschnitt während der Saison, der mindestens 2.000 Besucher pro Spiel betragen muss. Hier wurden Musashino City die besonderen Umstände der Saison zum Verhängnis, denn aufgrund der in der zweiten Jahreshälfte in Japan ausgetragenen Rugby-Weltmeisterschaft, bei der die Region um Tokio besonders stark eingebunden war, fanden der Großteil der Heimspiele zwischen dem Saisonbeginn im März und Mitte Juli statt. Zu diesem Zeitpunkt war ein dauerhaftes Festsetzen in der Aufstiegszone jedoch noch nicht absehbar, entsprechend wies der Zuschauerschnitt zu diesem Zeitpunkt deutlich weniger als 2.000 Personen auf. Erst nach einem Lauf im Oktober, bei dem man bis zu sechs Punkte Abstand zu Platz 5 legen konnte, dämmerte dem Umfeld allmählich, dass es vielleicht doch etwas mit dem Aufstieg werden könnte. Inzwischen standen jedoch nur noch drei weitere Heimspiele auf dem Spielplan, bei denen insgesamt noch um die 15.000 Zuschauer benötigt wurden, um die Aufstiegskriterien zu erfüllen. Das heimische Musashino-Leichtathletik-Stadion besaß zu diesem Zeitpunkt nur eine Kapazität von 5.284 Zuschauern, und nach dem ersten dieser drei Heimspiele, zu dem sich 3.828 Besucher einfanden, war relativ schnell klar, dass die notwendige Differenz nicht mehr erreichbar war. Der Verein unternahm nach dem ausverkauften vorletzten Heimspiel zwar noch alles Erdenkliche, um eine Ausnahmegenehmigung zur Überschreitung der Zuschauerzahl zu erreichen, gab aber wenige Tage vor dem letzten Heimspiel bekannt, auf den Aufstieg verzichten zu wollen.
Im Jahr 2020 gab Tokyo Musashino City den Status des Hundertjahrplan-Vereines zum 31. Juli 2020 auf. Der Verein sollte nun eigentlich schrittweise zur Saison 2021 in die Struktur des 2017 gegründeten Multispartenvereins Yokogawa Musashino Sports Club eingegliedert werden. Im Januar 2021 gaben jedoch Yokogawa Musashino und der in der Kantō-Regionalliga beheimatete Verein Tokyo United, der ebenfalls mittelfristig eine J.League-Mitgliedschaft anstrebte, überraschend in einer gemeinsamen Erklärung bekannt, dass die Betreibergesellschaften der beiden Vereine zum 1. Februar 2021 fusionieren werden. Das JFL-Team erhielt zu diesem Anlass den neuen Namen Tokyo Musashino United und hat den Aufstieg in die J3 League zum Ziel; die Mannschaft in der Kanto-RL behielt den Namen, fungiert dafür ab sofort als reiner Amateurverein.
Im Dezember 2023 gab der Verein bekannt, dass der Vereinsname auf den ehemaligen Name Yokogawa Musashino FC geändert wird.

## Stadien
Die vornehmliche Heimspielstätte von Tokyo Musashino United ist das Musashino Municipal Athletic Stadium, welches aktuell 5188 Zuschauern Platz bietet. Daneben werden hin und wieder auch das Ajinomoto-Stadion, ein Nebenplatz desselben, das Edogawa-Stadion und das Nishigaoka-Fußballstadion genutzt.

## Spieler
Stand: April 2022
| Nr. |           | Position | Name             |
| --- | --------- | -------- | ---------------- |
| 1   | Japan     | TW       | Kota Sanada      |
| 2   | Korea Sud | MF       | Ko Kyeong-tae    |
| 3   | Japan     | AB       | Kenta Ichimiya   |
| 4   | Japan     | AB       | Ryoma Nakagawa   |
| 5   | Japan     | MF       | Yuya Suzuki      |
| 6   | Japan     | AB       | Shun Torii       |
| 7   | Japan     | MF       | Takumi Kaneda    |
| 8   | Japan     | MF       | Daichi Kobayashi |
| 9   | Japan     | ST       | Koki Taguchi     |
| 10  | Japan     | MF       | Kenta Kurishima  |
| 11  | Japan     | MF       | Shūta Doi        |
| 13  | Japan     | ST       | Koji Takizawa    |
| 14  | Japan     | MF       | Kosuke Sawano    |
| 15  | Japan     | ST       | Akira Matsuzawa  |
| 16  | Japan     | AB       | Ryuichi Tanimoto |
| 17  | Japan     | MF       | Yuki Onodera     |

| Nr. |            | Position | Name               |
| --- | ---------- | -------- | ------------------ |
| 18  | Japan      | MF       | Koji Ishihara      |
| 19  | Japan      | MF       | Yasutaka Suzuki    |
| 20  | Japan      | MF       | Asahi Yokokawa     |
| 21  | Japan      | TW       | Kazuma Shiina      |
| 22  | Japan      | MF       | Junki Kanai        |
| 23  | Korea Nord | ST       | Ryang Hyon-ju      |
| 24  | Japan      | AB       | Tatsuya Kamikaseda |
| 26  | Japan      | MF       | Daiki Kawato       |
| 27  | Japan      | ST       | Motoki Tokisato    |
| 28  | Japan      | AB       | Takanori Kanamori  |
| 29  | Japan      | MF       | Kyōsuke Gotō       |
| 30  | Japan      | AB       | Taiga Suzuki       |
| 31  | Japan      | TW       | Shunya Nitta       |
| 32  | Japan      | AB       | Yuma Suyama        |
| 51  | Japan      | TW       | Yuma Nishioka      |

## Saisonplatzierung
| Saison                 | Liga                  | Level             | Platz             | Kaiserpokal       |
| Yokogawa Electric      | Yokogawa Electric     | Yokogawa Electric | Yokogawa Electric | Yokogawa Electric |
| ---------------------- | --------------------- | ----------------- | ----------------- | ----------------- |
| 1999                   | Japan Football League | 3                 | 8.                |                   |
| 2000                   | Japan Football League | 3                 | 12.               | 1. Runde          |
| 2001                   | Japan Football League | 3                 | 7.                |                   |
| 2002                   | Japan Football League | 3                 | 7.                |                   |
| Yokogawa Musashino     |                       |                   |                   |                   |
| 2003                   | Japan Football League | 3                 | 13.               |                   |
| 2004                   | Japan Football League | 3                 | 13.               |                   |
| 2005                   | Japan Football League | 3                 | 9.                |                   |
| 2006                   | Japan Football League | 3                 | 6.                |                   |
| 2007                   | Japan Football League | 3                 | 7.                |                   |
| 2008                   | Japan Football League | 3                 | 7.                |                   |
| 2009                   | Japan Football League | 3                 | 2.                | 2. Runde          |
| 2010                   | Japan Football League | 3                 | 12.               |                   |
| 2011                   | Japan Football League | 3                 | 15.               |                   |
| 2012                   | Japan Football League | 3                 | 10.               | 4. Runde          |
| 2013                   | Japan Football League | 3                 | 10.               | 2. Runde          |
| 2014                   | Japan Football League | 4                 | 6.                |                   |
| 2015                   | Japan Football League | 4                 | 12.               |                   |
| Tokyo Musashino City   |                       |                   |                   |                   |
| 2016                   | Japan Football League | 4                 | 12.               |                   |
| 2017                   | Japan Football League | 4                 | 11.               |                   |
| 2018                   | Japan Football League | 4                 | 6.                |                   |
| 2019                   | Japan Football League | 4                 | 4.                |                   |
| 2020                   | Japan Football League | 4                 | 11.               | 3. Runde          |
| Tokyo Musashino United |                       |                   |                   |                   |
| 2021                   | Japan Football League | 4                 | 15.               |                   |
| 2022                   | Japan Football League | 4                 | 6.                |                   |
| 2023                   | Japan Football League | 4                 | 13.               |                   |
| Yokogawa Musashino     |                       |                   |                   |                   |
| 2024                   | Japan Football League | 4                 | 15.               | 1. Runde          |
| 2025                   | Japan Football League | 4                 |                   |                   |

## Trainerchronik
Stand: März 2025
| Trainer            | Nation | von                | bis                |
| ------------------ | ------ | ------------------ | ------------------ |
| Hideki Maeda       | Japan  | 1. Februar 1998    | 31. Januar 2000    |
| Hiroki Yoda        | Japan  | 1. Februar 2007    | 31. Januar 2013    |
| Yasuhiro Yoshida   | Japan  | 1. Februar 2013    | 31. Januar 2018    |
| Hisayuki Ikegami   | Japan  | 1. Februar 2018    | 31. Januar 2022    |
| Hiroki Yoda        | Japan  | 1. Februar 2022    | 31. Januar 2023    |
| Toshihiro Ishimura | Japan  | 1. Februar 2023    | 11. September 2024 |
| Hisayuki Ikegami   | Japan  | 12. September 2024 | 31. Januar 2024    |
| Takanori Kanamori  | Japan  | 1. Februar 2025    |                    |